# وايت غودن
وايت غودن (بالإنجليزية: Wyatt Gooden)‏ هو سائق سباق أمريكي، ولد في 10 أكتوبر 1988 في كليفلاند في الولايات المتحدة.

## وصلات خارجية
- الموقع الرسمي